# Füzér
Füzér es un pueblo húngaro perteneciente al distrito de Sátoraljaújhely, condado de Borsod-Abaúj-Zemplén.

## Superficie
Cuenta con una superficie de 37,49 km².

## Demografía
Hasta 2024 la población era de 327 habitantes, con una densidad de población de 8,72 hab/km².
| Gráfica de evolución demográfica de Füzér entre 2020 y 2024 |
|                                                             |
| Datos según la Oficina Central de Estadística de Hungría.   |